# Кук, Джордж (генерал)
Сэр Джордж Кук (англ. George Cooke; 1768—1837) — британский военачальник, генерал-лейтенант.
Участник битвы при Ватерлоо в качестве командира дивизии под командованием Виллема II.

## Биография
Родился в 1768 году в семье Джорджа Джона Кука из Хэрфилда, в графстве Мидлсекс, и  его жены, Пенелопы Бойер, дочери сэра Уильяма Бойера, 3-го баронета из Денхэм-Корта. Его сестра Пенелопа Энн вышла замуж за Роберта Бруденелла, 6-го графа Кардигана, и была матерью Джеймса Томаса Бруденелла, 7-го графа. Его младшими братьями были капитан Эдвард Кук и генерал-майор сэр Генри Фредерик Кук.
Получил образование в школе Харроу и в военной школе в Кане (Нормандия). Был выпущен в 1784 году в чине прапорщика в 10-ю гренадерскую гвардию. В 1792 году Кук получил звание лейтенанта, за которым последовало капитанское звание.
В марте 1794 года он вступил в гвардию Фландрии и был назначен адъютантом генерал-майора сэра Сэмюэля Халса. На протяжении всех французских революционных войн Кук служил во Фландрии и Голландии. 15 сентября 1794 года участвовал в сражении при Бокстеле. В 1795 году он присоединился к бригаде гвардейцев в лагере Дарли и стал адъютантом генерал-майора Эдмунда Стивенса. В 1798 году он был произведен в капитаны и подполковники своего полка, а в августе 1799 года отправился с ним в Голландию. 10 сентября 1799 года участвовал в сражении у Зюйпе, 19 сентября - был тяжело ранен в бою.
С 1803 года до весны 1805 года он занимал должность помощника генерал-адъютанта Северо-Западного округа. В 1806 году он отправился на Сицилию, а в декабре 1807 года вернулся в Англию. 25 апреля 1808 года он произведен в полковники, а в июле 1809 года - участвовал в злополучной экспедиции на реке Шельда, откуда в сентябре вернулся больным.
В апреле 1811 года он отправился в Кадис, а 4 июня 1811 года получил звание генерал-майора и принял командование расквартированными там войсками, которое сохранял до своего возвращения в Англию в июле 1813 года. В ноябре он отправился в Голландию с гвардейской бригадой.
Командуя 1-й (гвардейской) пехотной дивизией в 1815 году, участвовал в битве под Ватерлоо, где потерял правую руку. В этой битве он заменял генерала Г. Клинтона и вместе со своими солдатами успешно устоял против яростной кавалерийской атаки генерала Ф. Келлермана.
22 июня 1815 года Джордж Кук был награждён орденом Бани и на следующий день назначен командиром 77-го пехотного полка.
20 октября 1819 года он был назначен вице-губернатором Портсмута, с этой должности он ушёл в отставку несколько лет спустя.
19 июля 1821 получил чин генерал-лейтенанта, а 23 декабря 1834  - назначен командиром 40-го пехотного полка.
Женат не был. Умер в своем доме в Хэрфилд-парке 3 февраля 1837 года.

## Награды
- Орден Бани крест рыцаря-командора (22 июня 1815)
- Орден Святого Георгия 3-й степени (№ 386, 6 августа 1815, Российская империя)
- Военный орден Вильгельма 3-й степени (королевство Нидерланды)
- Орден Меча (королевство Швеция)

## Галерея

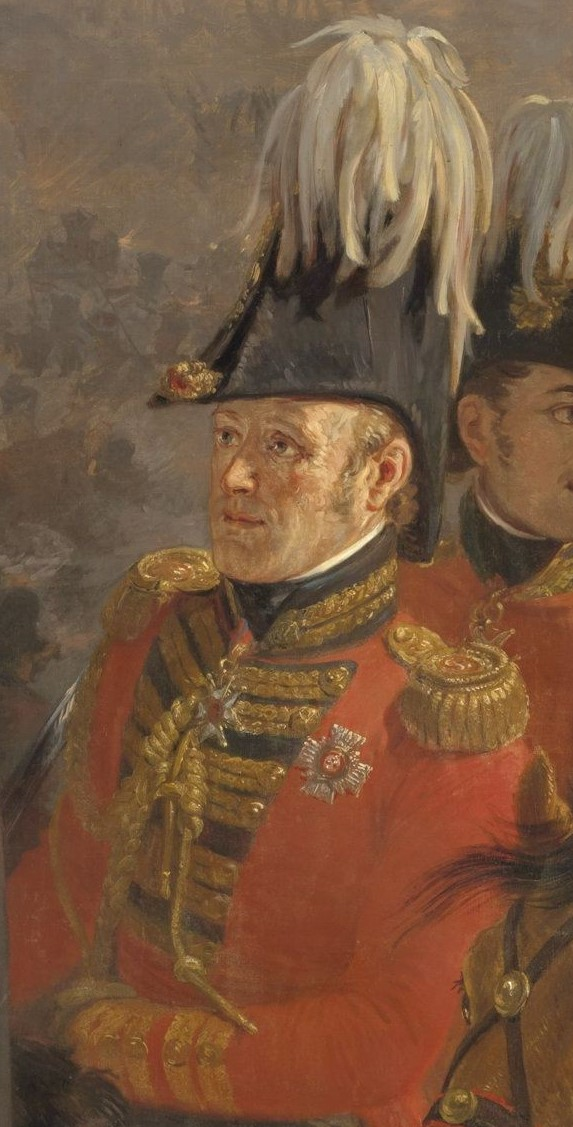
Портрет сэра Джорджа Кука (фрагмент картины Яна Виллема Пинемана «Битва при Ватерлоо»)
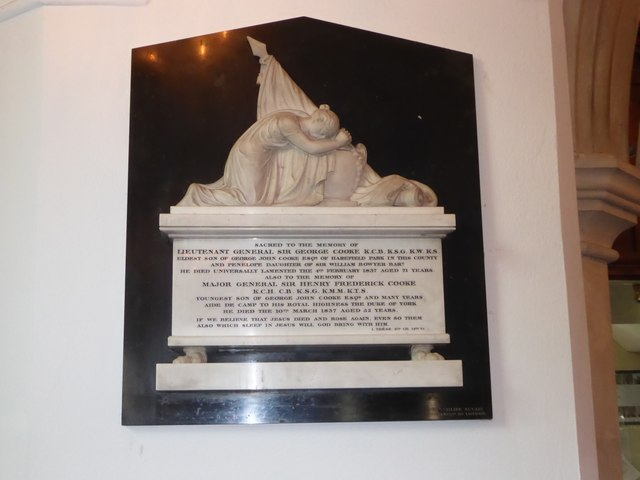
Мемориальная доска в память генерал-лейтенанта сэра Джорджа Кука и его брата, генерал-майора сэра Генри Фредерика Кука
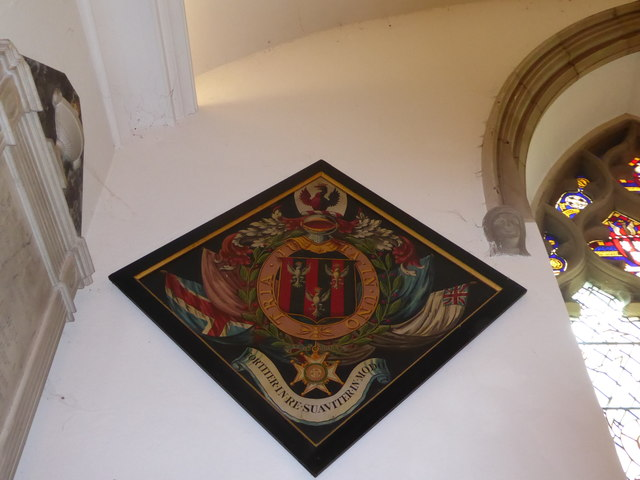
Мемориальная доска с гербом Джорджа Кука, церковь Святой Марии, Хэрфилд